# Carmagnola (Spolie)

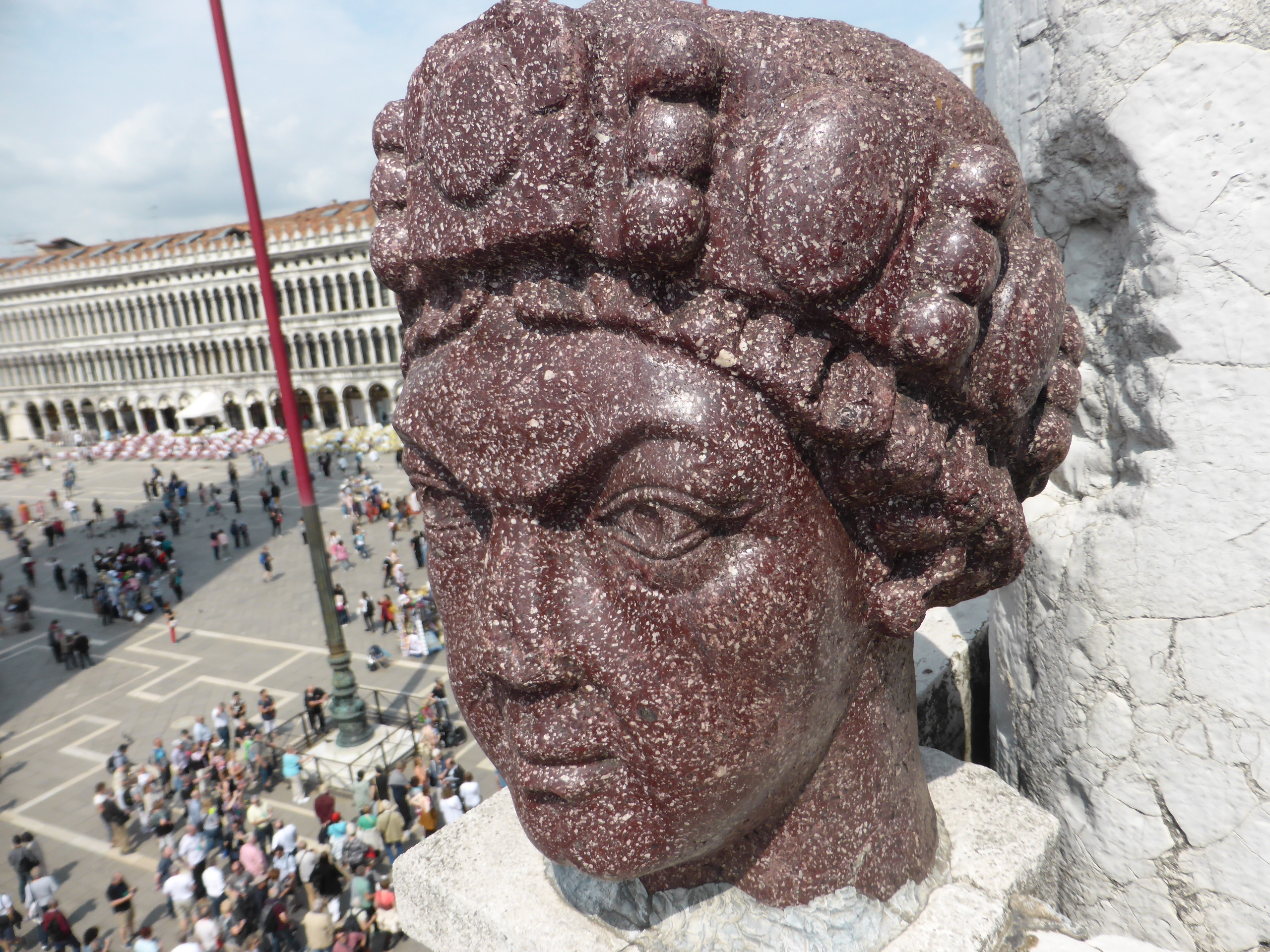
Carmagnola, von der Loggia aus gesehen

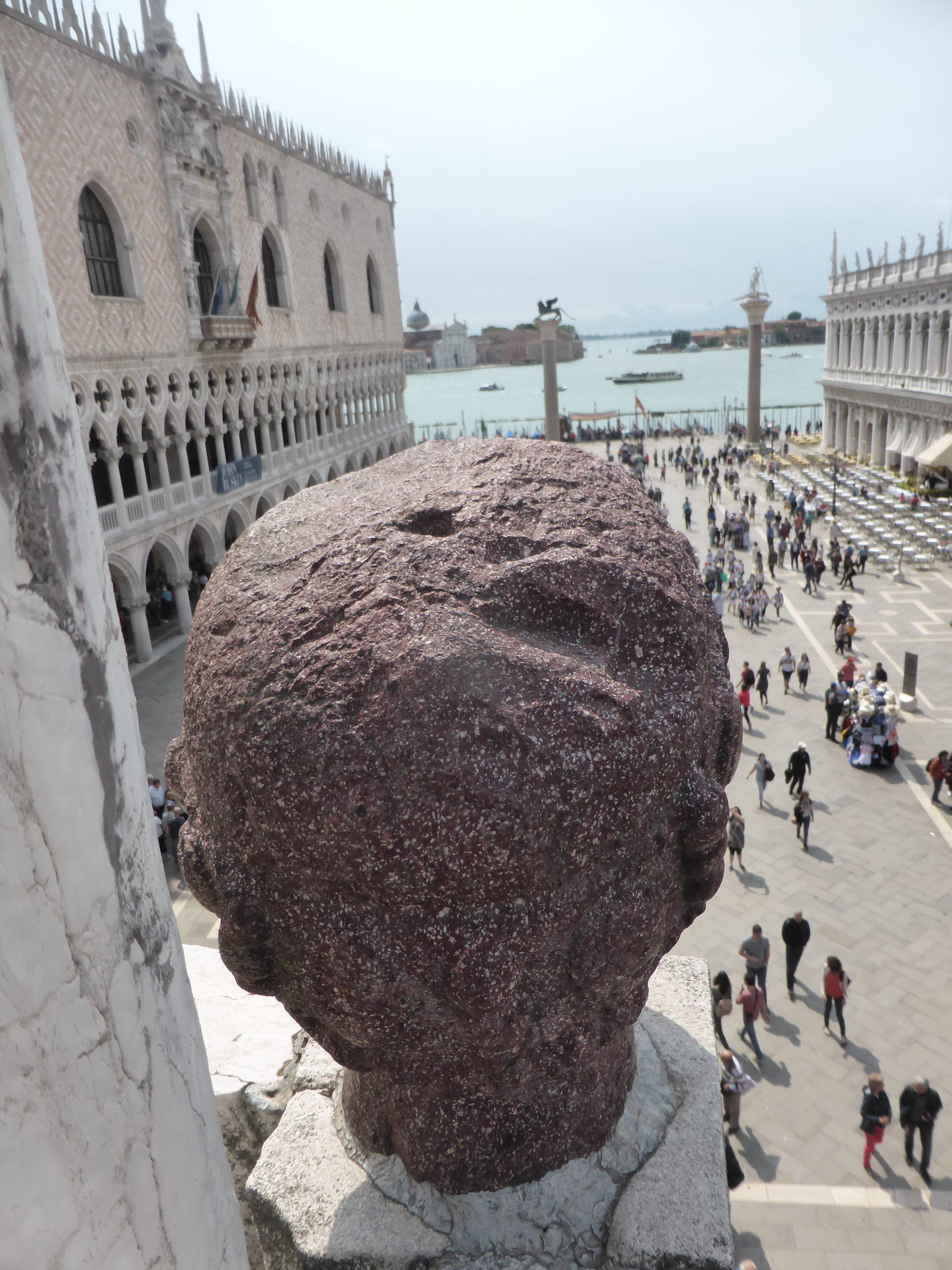
Hinterkopf des Carmagnola

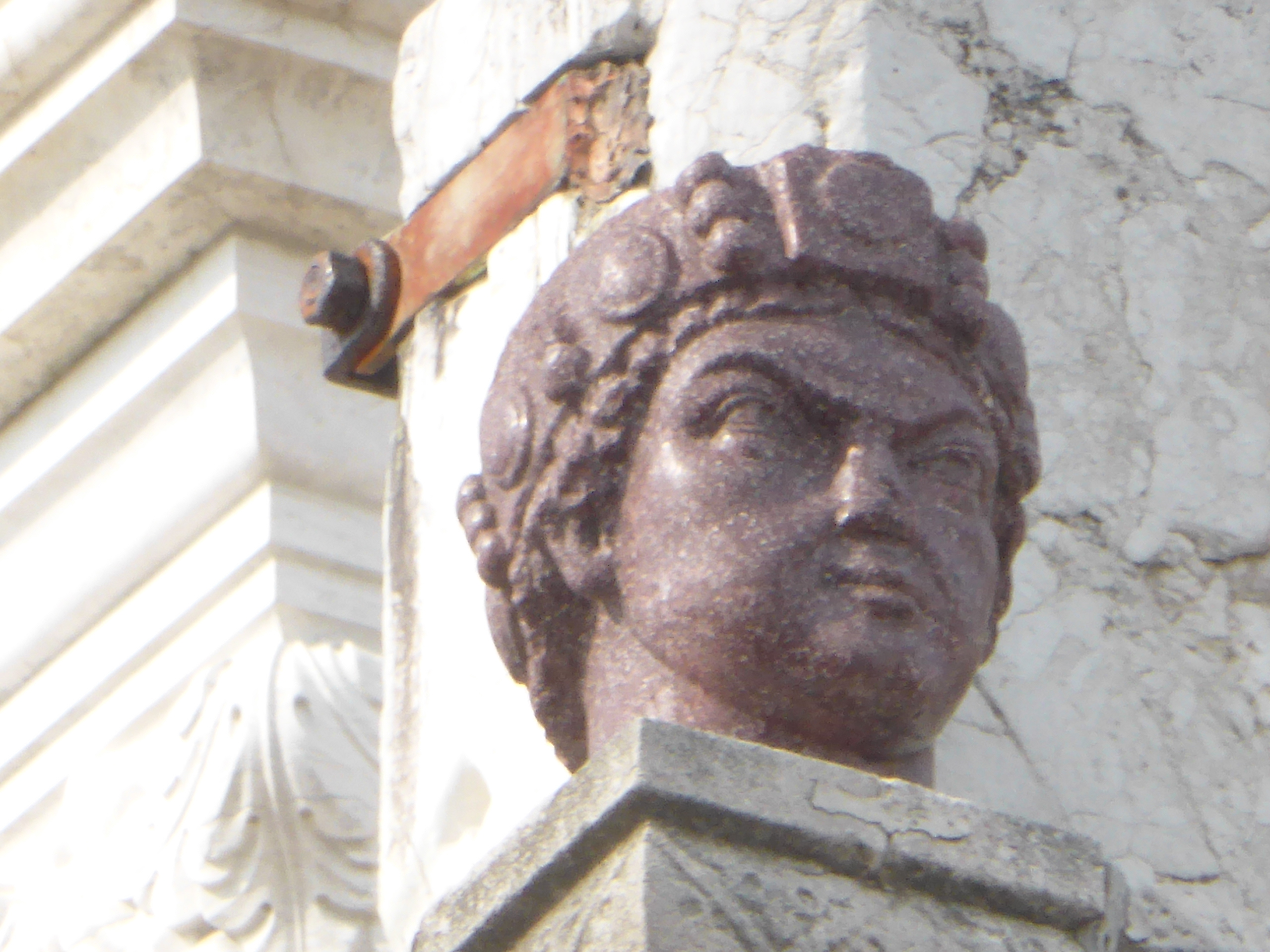
Carmagnola, Ansicht von unten

Als Carmagnola wird ein frühbyzantinischer Portraitkopf aus Porphyr bezeichnet, der an der Loggia des Markusdoms in Venedig als Spolie angebracht ist. Er befindet sich außen an der Südwestecke und wurde fälschlich mit dem 1432 enthaupteten Francesco Bussone, genannt Carmagnola, in Beziehung gebracht, daher der Name.

## Beschreibung
Es handelt sich um den überlebensgroßen Kopf einer oströmischen Kaiserfigur aus Porphyr mit einer Höhe von 40 cm.
Der Dargestellte ist ein bartloser Mann mit kurzgeschnittenem Haar, gekrönt von einem Diadem. Die Augen waren ursprünglich mit eingelegten Pupillen versehen, wovon noch die Bohrlöcher erhalten sind. Die Stirn und die Brauen sind kräftig modelliert, die Nase ungewöhnlich flach. Anstelle der beiden Nasenlöcher gibt es einen breiten Einschnitt.
Die Hautpartien und das Diadem sind poliert, das Haar dagegen hat der Künstler matt belassen.

## Identifikationsversuche

### Justinian I.
Wegen der Ähnlichkeit mit dem Kaiserportrait auf Münzen ist vermutet worden, es könnte es sich bei dem Dargestellten um Justinian I. handeln.

### Justinian II.
Justinian II. wurde bei seiner Entmachtung 695 durch Rhinokopia verstümmelt; er kehrte jedoch 705 auf den Kaiserthron zurück und regierte danach, da er als Kaiser körperlich unversehrt sein musste, mit einer Nasenprothese. Der „Carmagnola“ könnte ein Porträt Justinians II. sein und wäre in diesem Fall die früheste europäische Darstellung eines Menschen nach einem solchen chirurgischen Eingriff.
Der Archäologe Richard Delbrueck hatte 1914 erstmals die Theorie aufgestellt, dass der „Carmagnola“ eine Hauttransplantation nach einer im antiken Indien geübten Methode zeige. Auf der Wange des Patienten wurde ein Hautlappen ausgeschnitten und zu einer Nase geformt. Die entsprechende Narbe auf der Wange, so meinte Delbrueck, musste bei der Statue nicht dargestellt werden, auch hätte man die Haut von einer anderen Körperstelle nehmen können.
John P. Remensnyder, Mary E. Bigelow und Robert M. Goldwyn diskutierten Delbruecks These 1979 aus medizinischer Sicht. Sie kamen zu dem Ergebnis, dass die Stirn „Carmagnolas“ Spuren einer solchen Hautverpflanzung zeige. Es sei aber fraglich, wie die Kenntnis dieser Methode von Indien ins byzantinische Reich gelangt sein solle.
Die Chirurgen des antiken Mittelmeerraumes nahmen keine Transplantation vor, sondern sie dehnten die Haut neben der Wunde so weit, dass sie sich über dieselbe ziehen ließ. Oreibasios erläuterte beispielsweise, wie sich durch H-förmige Schnitte im Bereich der Nasenflügel die benachbarte Haut so weit dehnen ließ, dass der Verlust der Nasenspitze überdeckt werden konnte. Papadakis et al. halten eine Hauttransplantation nach indischer Methode für ausgeschlossen. Doch könne „Carmagnola“ ein Dokument plastischer Chirurgie nach der Methode des Oreibasios sein.
Justinians II. zweite Amtszeit endete mit seiner Enthauptung, worauf sein Kopf 713 in Rom und Ravenna zur Schau gestellt wurde.

### Ein Sohn Konstantins des Großen
Auf dem Philadelphion-Platz in Konstantinopel waren, einer Quelle des 8. Jahrhunderts zufolge (Parastaseis, Kap. 58), zwei lebensgroße Sitzfiguren aus Porphyr aufgestellt, die sogenannten „Gerechten Richter“. Wenn „Carmagnola“ der Kopf eines dieser „Richter“ war, so wäre damit nach neuerer Forschung einer der Söhne Konstantins dargestellt. Eine Schwierigkeit dieser Theorie besteht aber darin, dass die Parastaseis auch die Tetrarchengruppe, die sich auf dem gleichen Platz befand, mit den Söhnen Konstantins identifizierten, was sicher unzutreffend ist. In nicht mehr aufzuhellender Weise war der Philadelphion-Platz in der Lokaltradition mit Konstantins Familie zusammengebracht worden.
Ein russischer Pilger beschrieb, dass die Kreuzfahrer 1204 versucht hätten, die beiden Sitzfiguren in Stücke zu zerlegen; wegen der Härte des Porphyrs hätten sie den Abtransport schließlich aufgegeben. Die Bevölkerung von Konstantinopel schrieb diesen Figuren numinose Kraft zu, so dass die mühsame Zerstückelung durch die Eroberer weniger dem Materialwert des Porphyrs als dem Symbolwert der Figuren galt: „Irgendwann, nachdem die Gerechten Richter heruntergestoßen und gevierteilt worden waren, nahmen die Venezianer einen der Köpfe mit und befestigten ihn an dem Balkon von San Marco, der die Piazzetta überblickte – wie den aufgespießten Kopf eines enthaupteten Gefangenen.“

## Bedeutung am jetzigen Anbringungsort
Der „blutrote“ Kopf an der Loggia von San Marco ist von weitem erkennbar. Er war Teil der öffentlichen Inszenierung von Hinrichtungen, die zwischen den beiden Säulen auf dem Markusplatz stattfanden. Noch 1611 wurden auf der porphyrenen Säulentrommel (Colonna del Bando) unterhalb des Carmagnola die Köpfe von enthaupteten Verbrechern zur Schau gestellt.